# San Juan de Cerro Azul
San Juan de Cerro Azul ist eine Ortschaft und eine Parroquia rural („ländliches Kirchspiel“) im Kanton Atahualpa der ecuadorianischen Provinz El Oro. Die Parroquia besitzt eine Fläche von 93,85 km². Die Einwohnerzahl lag im Jahr 2010 bei 295.

## Lage
Die Parroquia San Juan de Cerro Azul liegt in den westlichen Ausläufern der Cordillera Occidental im Südwesten von Ecuador. Das Gebiet liegt in Höhen zwischen 200 m und 1600 m. Der 480 m hoch gelegene Hauptort befindet sich 14,5 km nordnordwestlich vom Kantonshauptort Paccha. Die Fernstraße E585 (Zaruma–Pasaje) führt an San Juan de Cerro Azul vorbei.
Die Parroquia San Juan de Cerro Azul grenzt im Nordosten an den Kanton Chilla, im Südosten an die Parroquia Ayapamba, im Südwesten an die Parroquia Torata (Kanton Santa Rosa), im Westen und im Nordwesten an die Parroquias Bellamaría und La Victoria (ebenfalls im Kanton Santa Rosa) sowie im Norden an das Municipio von Pasaje.

## Geschichte
Die Parroquia San Juan de Cerro Azul wurde am 25. Juli 2001 gegründet.